# Eleonora (Poe)

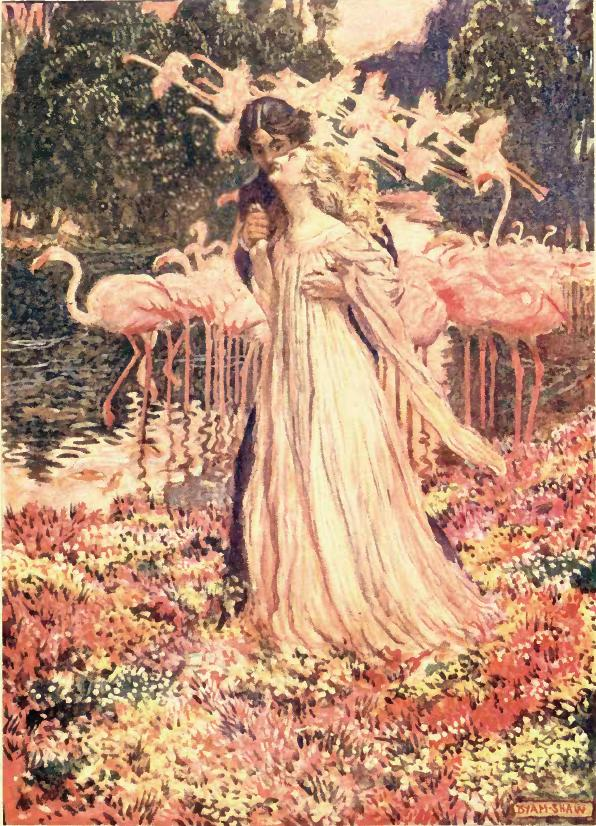
Eleonora, Illustration von Byam Shaw für eine Londoner Ausgabe, 1909

Eleonora ist eine Erzählung von Edgar Allan Poe. Sie wurde 1841 erstveröffentlicht. In ihr geht es um das Paradox der Treue in der Treulosigkeit.

## Handlung
Der namenlose Ich-Erzähler bezeichnet sich selbst als wahnsinnig und glaubt, zuverlässig nur vom ersten Teil seines Daseins berichten zu können, nämlich von der Zeit, in der er in einem abgeschiedenen Bergtal lebte zusammen mit seiner Cousine Eleonora, die von überirdischer Schönheit und Anmut war. Als Eleonora 15 wurde und der Ich-Erzähler 20, erwachte Liebe zwischen ihnen – und das bis dahin nur von vielfarbigem Gras geschmückte Tal entwickelte tropische Buntheit, sogar Flamingos fanden sich ein... Doch Eleonora erkrankte, und ihre Krankheit wurde begleitet von vorwegnehmender Eifersucht: Sie konnte den Gedanken nicht ertragen, dass der Ich-Erzähler nach ihrem Tod eine andere Frau lieben würde. Deshalb schwor der Ich-Erzähler, niemals eine andere als Eleonora zu lieben:
„Und ich bat den Allmächtigen, den Herrn der Welten, den feierlichen Ernst meines Schwures zu bezeugen. In seinem und ihrem Namen, dem Namen einer Heiligen der himmlischen Gefilde, beschwor ich den Fluch auf mich herab; wenn ich meinem Versprechen untreu würde, sollte eine Strafe mich treffen, so maßlos entsetzlich, daß ich hier nicht davon berichten kann.“
Eleonora belohnte ihn dafür mit dem Versprechen, vom Jenseits aus über ihn zu wachen und ihn zu besuchen. Daraufhin starb sie.
Damit jedoch beginnt der zweite Teil vom Leben des Ich-Erzählers, und für dessen korrekte Wiedergabe übernimmt er keine Gewähr. Eine Zeit lang habe er im Tal des vielfarbigen Grases ausgehalten, eine Zeit lang sei ihm Eleonora dort auch noch erschienen, doch der Ort habe nach und nach all seinen Zauber verloren, und in ihm sei die Sehnsucht nach neuer Liebe erwacht, er habe das Tal verlassen, sei in den Dienst eines Königs getreten – und dort habe er die herrliche Lady Ermengarde kennen- und lieben gelernt mit einer noch leidenschaftlicheren Liebe als der, die er für Eleonora empfunden hatte, und habe sie, sein Gelübde weniger vergessend als bewusst ignorierend, geehelicht. Da habe er eines Nachts wieder Eleonores Seufzer und ihre Stimme gehört, die zu ihm sprach:
„Schlafe in Frieden! - denn der Geist der Liebe herrscht über alle Dinge; und wenn du sie, Ermengarde, an dein leidenschaftliches Herz preßt, bist du aus Gründen, die dir erst im Himmel offenbart werden, von deinem Gelöbnis an Eleonora losgesprochen.“
Diese Worte deuten auf eine Reinkarnation Eleonoras in Gestalt der Lady Ermengarde in der Erinnerung bzw. Imagination des Erzählers.

## Deutung
Schon Baudelaire hat vermutet, dass sich Poe in dieser Geschichte mit der Frage der Treue zu seiner schwer kranken Ehefrau und Cousine Virginia auseinandersetzt, denn noch während sie lebte, pflegte er schwärmerische Beziehungen zu Verehrerinnen wie z. B. zu der Dichterin Frances Sargent Osgood, für die er sich auf Grund anonymer Briefe an Virginia rechtfertigen musste.
„Gar mancher Schriftsteller hat viele Liebschaften hindurch stets nur das Bild einer einzigen Frau verfolgt. Die Annahme einer in verschiedenen Körpern hausenden immer gleichen Seele kann man für das Plädoyer eines Gewissens halten, das fürchtet, einer geliebten Erinnerung untreu zu werden.“ (Baudelaire, zitiert nach Marie Bonaparte: Edgar Poe)

## Motto
Das lateinische Motto Sub conservatione formae specificae salva anima lautet übersetzt: Unter Beibehaltung der (äußeren) Form erhaltene Seele. Raymond Lully ist die französische Namensform von Ramon Llull.

## Sonstiges
Der Name Ermengarde geht zurück auf das Althochdeutsche ermen in der Bedeutung „allumfassend“ bzw. „universal“. Die Reinkarnation Eleonoras in Gestalt der Lady Ermengarde deutet damit auf die romantische Vorstellung von der Dichtung als Wiederholung einer universellen, mystischen unio bzw. Vereinigung mit der Natur; die wiedererstandene Eleonora realisiert sich so als Lady Ermengard in noch strahlenderer und allumfassender Gestalt als mystische Schönheit und Spiegelung einer göttlichen Idee.

## Deutsche Übersetzungen
- Eleonora. Übertragen von Helmut Wiemken und Christel Wiemken. In: Edgar Allan Poe: Meistererzählungen, hrsg. von Günter Blöcker, Deutsche Buch-Gemeinschaft, Berlin u. a. 1960, S. 398–405. [Hier verwendete Referenzausgabe]